# 不憫系4コママンガドナドナちゃん
『不憫系4コママンガドナドナちゃん』（ふびんけいよんこままんがドナドナちゃん）はウェブサイト『みんなで作るジュニア情報番組－サークルリンク－』内で火曜日に更新される漫画。作者はホシノユミコ。
第2日本テレビのバラエティ番組『サークルリンクTV』内でアニメ版が放送されていた。

## 登場キャラクター
「声」はアニメ版における担当声優。
ドナドナちゃん声 - 落合祐里香
性格は臆病。得意な事お裁縫。好きなことは読書。チャームポイントはホクロ。かぶっているものは防災頭巾。よく怪我をする。
ビヨちゃん声 - 坂本梓馬
性格は楽天的。ドナドナちゃんを親と勘違いする。
お隣のヒト声 - 竹内幸輔
性格は不器用。見た目は怖い。誕生日は12月25日。彼女募集中。
血だらけの友だち
性格はワイルド。住んでいるところは山。通称「チダラケ」さん。
ルルちゃん
性格は気が強くてクール。お金持ち。写真集を出したりしている。
ルルママ
性格は思い込みが激しい。有名なシャンソン歌手。セレブで上品。体重が気になっている。